# Omsk
Omsk ou Omsque[carece de fontes?] (russo:  Омск; IPA: [omsk]) é uma cidade da Rússia, capital da província homônima. Localiza-se no oeste da Sibéria. Tem cerca de 1,16 milhão de habitantes e foi fundada em 1716, tendo servido de local de exílio a Fiódor Dostoiévski entre 1849 e 1853. É a segunda maior cidade russa do outro lado dos montes Urais. A distância de Omsk até Moscou (Moscovo) é de 2 700 km.

## História
O forte de Omsk foi erguido em 1716 próximo ao rio Ishim e ao rio Irtich. Foi construído para proteger a fronteira russa dos nômades do Quirguistão. No final do século XVI, outros fortes de tijolos foram construídos. Muitas construções próximas ao forte foram restauradas como a Немецкая лютеранская церковь (Igreja Luterana Alemã), um Арсенал (arsenal), uma Тюрьма (prisão), etc.
No século XIX e início do século XX, Omsk se tornou o centro administrativo da Sibéria, várias igrejas e catedrais de várias denominações e religiões foram construídas, além de mesquitas, uma sinagoga, a mansão do governador geral, uma academia militar, etc.
Em 1890, começou a ser construída a Transiberiana. O comércio aumentou gradativamente, a economia da cidade deu um salto no inicio do século XVIII. Tempos depois a cidade já tinha consulados e embaixadas, sendo as principais a britânica, a neerlandesa e a alemã. Com a Exposição Siberiana da Agricultura e da Indústria, em 1910, um complexo de edifícios foi construído. A partir daí a cidade ficou conhecida como a "Chicago da Sibéria".
Pouco tempo depois da Revolução Russa de 1917, as forças brancas assumiram o controle da cidade. O Governo Provisório da Rússia foi criado em 1918, liderado pelo explorador e condecorado herói de guerra Aleksandr Kolchak. Omsk foi proclamada a capital da Rússia, e seu banco central manteve as reservas em ouro imperial. Em 1919 as forças vermelhas tomaram o controle da região.

### Era soviética

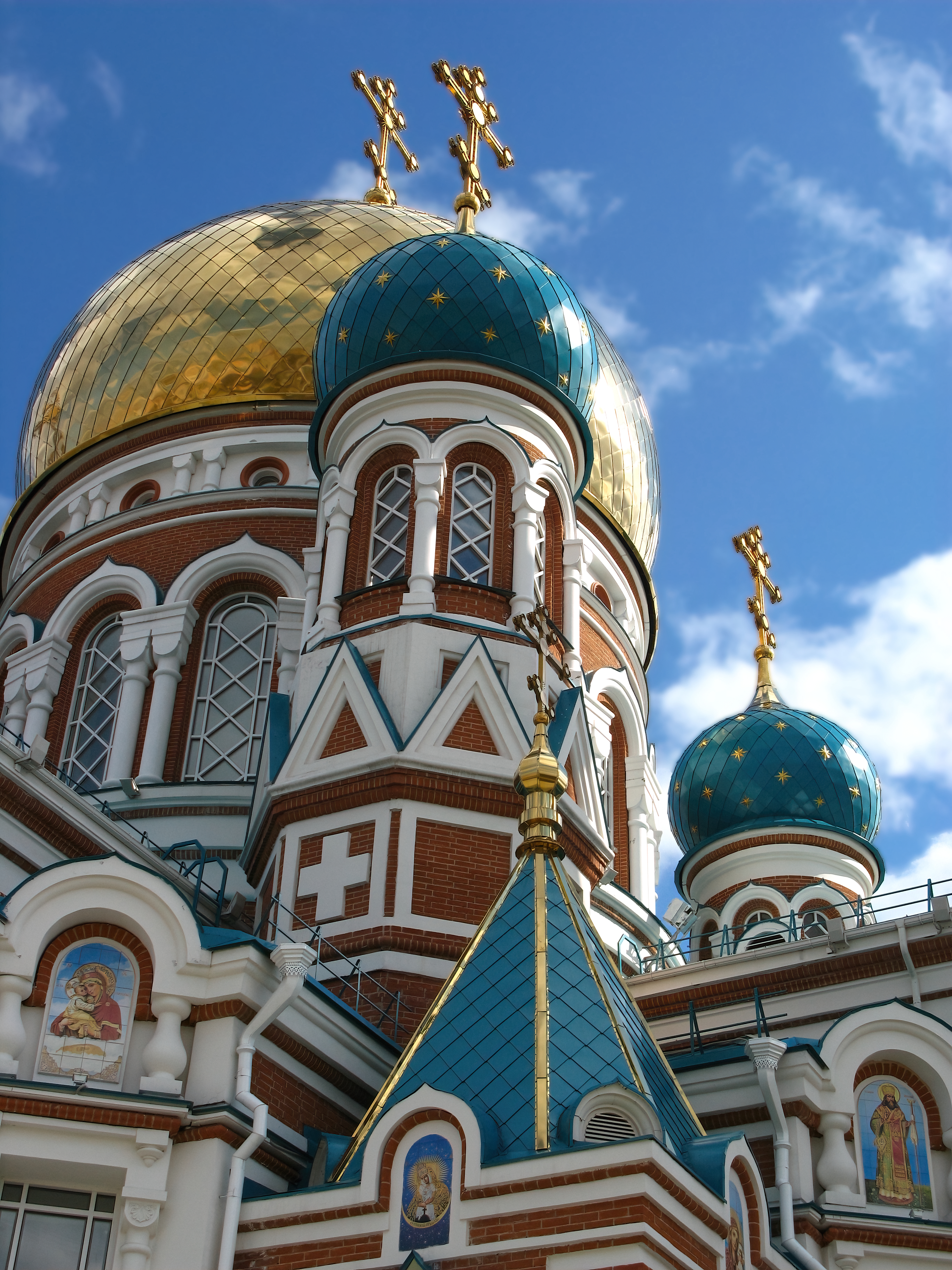
Catedral de Omsk

O governo soviético preferiu que Novosibirsk fosse o centro administrativo da Sibéria Ocidental, solicitando a transferência em massa de funções administrativas, culturais e educacionais de Omsk para Novosibirsk, a cidade parou de crescer, isso provocou uma rivalidade entre as duas cidades. Foi durante e após a Segunda Guerra Mundial que Omsk recebeu um novo impulso, no caso de uma vitória alemã durante a Batalha de Moscovo, Omsk viria a ser a capital provisória Soviética. No entanto, a concentração das empresas militares também teve efeitos negativos, até 1990, a cidade permaneceu fechada aos estrangeiros, após 1990, o colapso da demanda militar soviética conduziu a elevada taxa de desemprego.
Desde 1950 houve um grande desenvolvimento nas áreas da extracção de petróleo e gás natural na Sibéria, e refinarias para processamento de petróleo foram construídas.

### Omsk atualmente
Desde a década de 1990, na queda da União Soviética, a elite e os empresários lutaram pelo controle das empresas mais rentáveis da cidade. Até 2000, a rivalidade entre as cidades ainda era grande. A cidade é de baixo desempenho comparando com as médias do país sobre o crescimento econômico e a qualidade de vida. Em 2 de março de 2005, o Consulado Geral da República do Cazaquistão, foi aberto.

## Economia

### Indústria
A Rússia tem sua indústria mais forte na sua parte ocidental. Grande parte das indústrias localizadas na parte europeia da Rússia faliram durante a Grande Guerra Patriótica, o conflito da Segunda Guerra Mundial entre a União Soviética e a Alemanha Nazista. A Região siberiana destaca-se nas indústrias de gás natural, madeireira e petroquímica. As principais indústrias presentes na cidade são a Refinaria de Petróleo de Omsk e a Borracharia de Omsk, entre outras.
Na cidade existem muitas empresas de energia elétrica, agro-indústria e cervejarias (típicas da Sibéria).
O PIB anual da cidade é de aproximadamente 92 538 milhões de rublos. O PIB da cidade em 2007 estava dividido da seguinte forma:
- Fabricação de borracha e plástico: 15 476 milhões de rublos;
- Indústria química: 14 018 milhões de rublos;
- Produção de material eléctrico e electrónico: 6 419 milhões de rublos;
- Indústria alimentar, de bebidas e de tabaco: 27 267 milhões de rublos;
- Produtos petrolíferos: 13 596 milhões de rublos.

## Esporte

### Eventos Esportivos
- Maratona Internacional Siberiana
- Meia-Maratona de Omsk
- Maratona de Natal

### Times Esportivos
- A equipe de Hóquei no Gelo Avangard representou a cidade e a região com sucesso.[1]
- A Equipe de Voleibol Feminino Omichka, após uma longa pausa recuperou seu lugar entre as melhores equipes de vôlei feminino na Rússia.[2]
- A Equipe de Voleibol Feminino Omichka-2.
- A Equipe de Basquete Feminino A Gilman já jogou no Высшая лига Б Российского баскетбола (campeonato de Ligas Premier da Rússia).
- A Equipe de Futebol FC Irtysh Omsk. Famoso pelo fato de que há vários anos o seu presidente era o pai do famoso jogador de futebol Dmitriy Sychov. Por decisão de gabinete do prefeito, devido ao fraco desempenho da equipe em 2008, Evgeny Sychev foi afastado do cargo. Nos últimos anos, a equipe nunca subiu acima terceiro lugar da Segunda Divisão. A última conquista significativa da equipe foi a da Copa da República Socialista Russa em 1981. utro clube da cidade é o FC Dínamo Omsk.

### Instalações Esportivas
- Estádio Estrela Vermelha (máx. 18 000 pessoas);
- Arena Omsk (máx. 10 200 pessoas);
- CCM-los (máx. 5 500 pessoas);
- Arena Indoor da "Estrela Vermelha" (máx. 3 000 pessoas);
- HC Avangard (máx. 700 pessoas), entre outros.

Em Omsk existem as seguintes instalações esportivas: um centro de treinamento olímpico, estádios de futebol especializados etc.

## Demografia
Na atualidade 80% dos habitantes da região de Omsk são de origem russa, havendo, entre outras, minorias de origem alemã e ucraniana, cada uma representado cerca de 5% da população.
| 1897    | 1914    | 1917      | 1923      | 1926      | 1939      | 1956      |
| ------- | ------- | --------- | --------- | --------- | --------- | --------- |
| 37 500  | 134 800 | 113 100   | 146 300   | 161 500   | 288 900   | 505 000   |
| 1959    | 1970    | 1979      | 1989      | 1992      | 2002      | 2008      |
| 581 100 | 821 000 | 1 014 200 | 1 148 400 | 1 168 600 | 1 134 016 | 1 131 100 |

## Património

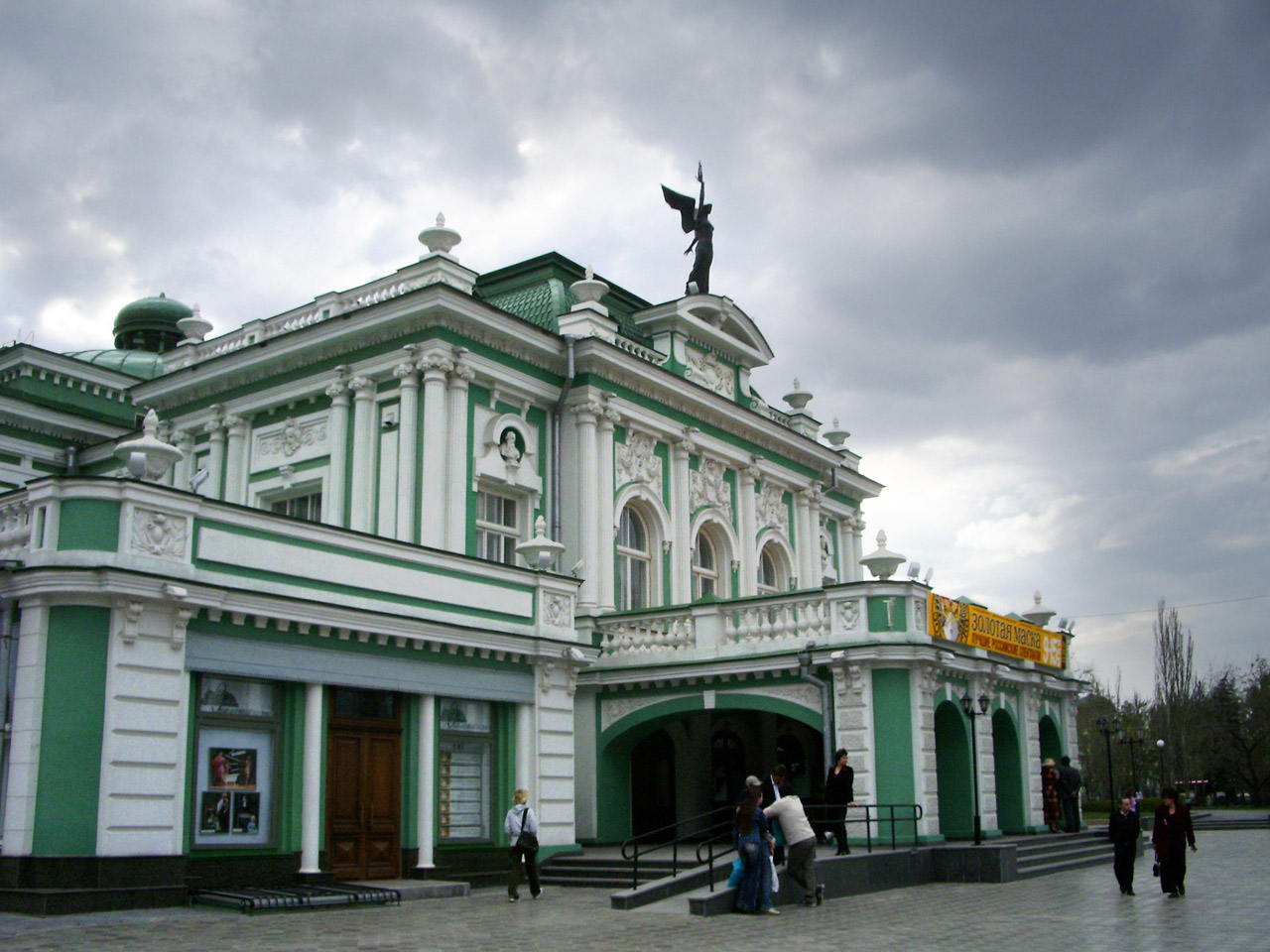
Teatro dramático de Omsk

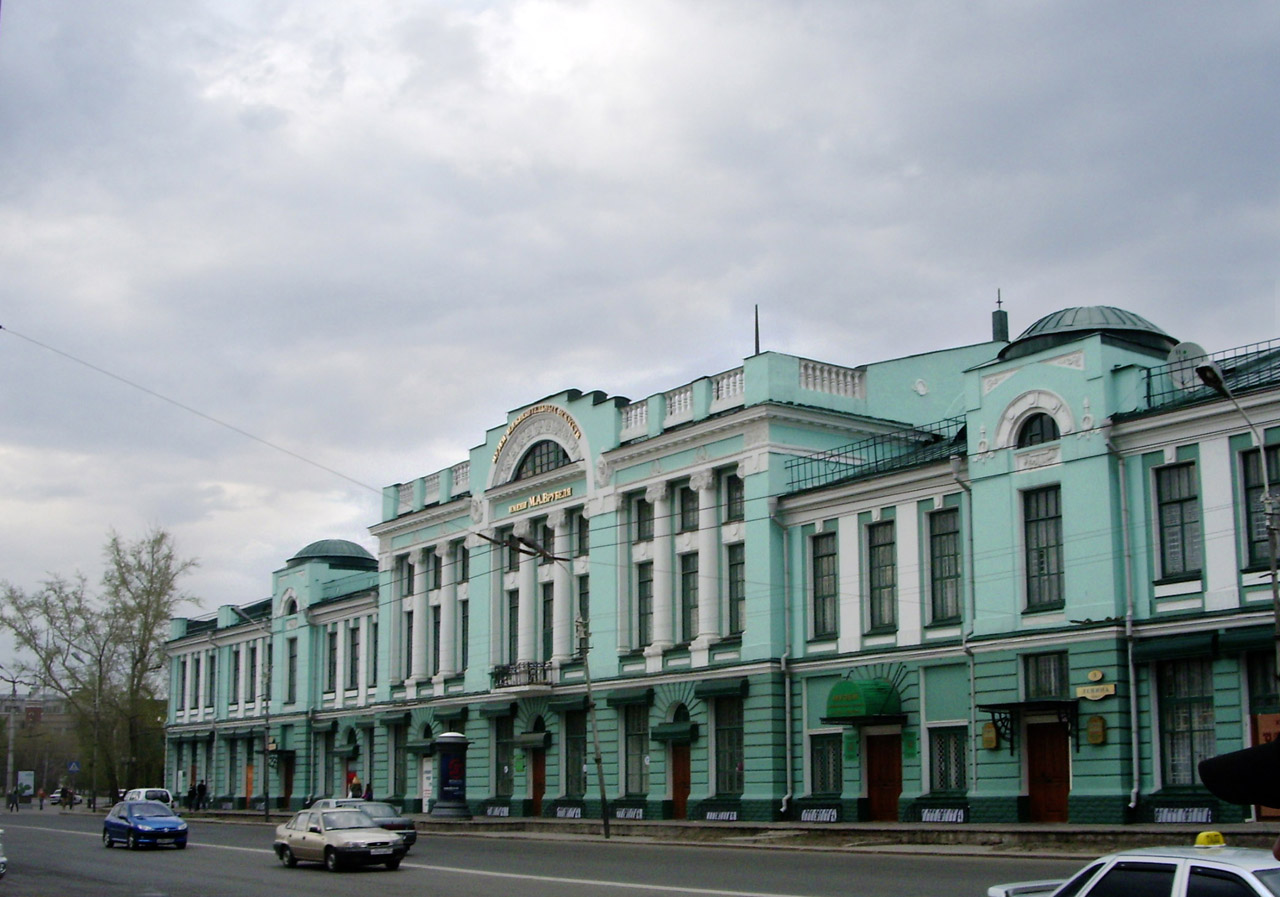
Museu de Belas-Artes criado em homenagem a Mikhail Vrubel

O centro da cidade situa-se nas margens do rio Irtich, essencialmente na margem direita, no local da antiga fortaleza cujos muros já desapareceram mas que deu origem a edifícios dos séculos XVIII e XIX. A Lioubinsky prospekt (rua Lenine) está rodeada de edifícios do final do século XIX ou do início do século XX, por vezes com cúpulas verdes monumentais, com passeios delimitados por pequenos muretes. Há imóveis de companhias de seguros, de bancos e de sociedades e empresas nas ruas adjacentes. O maior edifício religioso e também o mais opulento é a Catedral da Dormição da Virgem, um edifício pomposo edificado em 1896 e coroado com cinco zimbórios, destruído na época soviética mas totalmente restaurado na década de 2000.
A Nikolsky prospekt é o centro de comércio, com lojas com painéis de madeira, junto à catedral de São Nicolau, de estilo neoclássico, obra encomendada pelos cossacos e desenhada por Vassili Stassov em 1840. Encontra-se igualmente muitos exemplos de arquitetura moderna, como o salão de concertos em forma de trampolim e o salão do comércio, construído na década de 1980.
A cidade de Omsk tem 83 bibliotecas, 9 museus e numerosos teatros, tendo o mais antigo mais de 130 anos. A reputação da Orquestra Filarmónica de Omsk e do coro de cantos tradicionais russos ultrapassa as fronteiras siberianas.
O museu de arte está instalado no imponente palácio do governador, construído entre 1859 e 1862. A importante coleção exposta compreende obras de Ilya Repine, Aïvazovsky, Sourikov e de Vrubel.
O museu arqueológico e da arte popular expõe, entre outras coleções, um esqueleto de um mamute, uma coleção arqueológica e obras contemporâneas e do movimento avant-garde russo.

## Clima
O clima é seco e continental, caracterizado por oscilações dramáticas de tempo. A maior temperatura registrada em Omsk foi 40,4°C no mês de Julho, a mais baixa foi -45,5 °C em Fevereiro: uma diferença de quase 100 °C. Abaixo a média das temperaturas para todos os meses, note que tanto no inverno como no verão as médias estão próximas as extremidades de temperaturas "normais":
| Médias meteorológicas para Omsk | Médias meteorológicas para Omsk | Médias meteorológicas para Omsk | Médias meteorológicas para Omsk | Médias meteorológicas para Omsk | Médias meteorológicas para Omsk | Médias meteorológicas para Omsk | Médias meteorológicas para Omsk | Médias meteorológicas para Omsk | Médias meteorológicas para Omsk | Médias meteorológicas para Omsk | Médias meteorológicas para Omsk | Médias meteorológicas para Omsk | Médias meteorológicas para Omsk |
| Mês                             | Jan                             | Fev                             | Mar                             | Abr                             | Mai                             | Jun                             | Jul                             | Ago                             | Set                             | Out                             | Nov                             | Dez                             | Ano                             |
| ------------------------------- | ------------------------------- | ------------------------------- | ------------------------------- | ------------------------------- | ------------------------------- | ------------------------------- | ------------------------------- | ------------------------------- | ------------------------------- | ------------------------------- | ------------------------------- | ------------------------------- | ------------------------------- |
| Média alta °F                   | 9                               | 12                              | 26                              | 48                              | 65                              | 75                              | 78                              | 72                              | 60                              | 45                              | 24                              | 15                              | 44                              |
| Média baixa °F                  | 2                               | 4                               | 17                              | 25                              | 53                              | 64                              | 68                              | 62                              | 51                              | 37                              | 18                              | 7                               | 35                              |
| Precipitação polegadas          | 0.94                            | 0.63                            | 0.55                            | 0.83                            | 1.38                            | 1.97                            | 2.36                            | 2.2                             | 1.42                            | 1.22                            | 1.18                            | 1.06                            | 15,75                           |
| Média alta °C                   | -12.6                           | -11.1                           | -3.5                            | 9                               | 18.4                            | 24                              | 25.4                            | 22.2                            | 15.8                            | 7.3                             | -4.3                            | -9.6                            | 6,8                             |
| Média baixa °C                  | -16.9                           | -15.8                           | -8.3                            | -3.7                            | 11.9                            | 17.9                            | 19.9                            | 16.4                            | 10.3                            | 2.8                             | -7.9                            | -13.7                           | 1,7                             |
| Precipitação mm                 | 24                              | 16                              | 14                              | 21                              | 35                              | 50                              | 60                              | 56                              | 36                              | 31                              | 30                              | 27                              | 400                             |
| Fonte: pogoda.net ?             |                                 |                                 |                                 |                                 |                                 |                                 |                                 |                                 |                                 |                                 |                                 |                                 |                                 |

## Transportes

### Aéreo
A cidade de Omsk é servida pelo Aeroporto de Omsk. A companhia aérea russa Omskavia Airlines tem base técnica no local.

### Ferroviário
A linha Transiberiana chegou a Omsk em 1896 e deu um forte impulso ao desenvolvimento económico. A cidade cresceu e superou Tomsk, e durante alguns anos foi a maior da Sibéria. Sê-lo-ia ainda se o poder soviético não tivesse preferido a nova cidade de Novossibirsk.

### Fluvial
Existe um porto para transportes fluviais de mercadorias e passageiros.

### Metropolitano

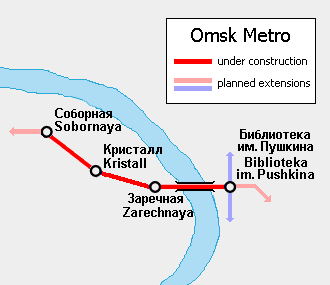
Primeira linha do futuro metropolitano de Omsk.

Está prevista para 2016 a abertura da primeira linha do metropolitano de Omsk, o segundo metropolitano da Sibéria depois do Metropolitano de Novosibirsk.

## Cidadãos notáveis
- Mikhail Vrubel (1856-1910), pintor da escola do simbolismo.
- Valerian Kuybyshev (1888-1935), revolucionário e político.
- Vikentii Trofimov, pintor, viveu em Omsk de 1924 até 1932.
- Vissarion Chebaline (1902-1963), compositor.
- Yuri Titov (1935-), ginasta com nove medalhas olímpicas.
- Vlada Roslyakova, supermodelo, nasceu em Omsk.
- Irina Tchachina, ginasta olímpica vencedora da medalha de prata na ginástica rítmica nos Jogos Olímpicos de Atenas, nasceu e vive em Omsk.
- Yevgeniya Kanayeva, ginasta rítmica,bicampeã olímpica na modalidade em Pequim 2008 e Londres 2012.

Subdivisões oficiais de Omsk

## Subdivisões
1. Sovietsky - Советский
2. Tzentralny - Центральный
3. Oktiabrsky - Октябрьский
4. Leninsky - Ленинский
5. Kirovsky - Кировский

## Política

### Governo
O prefeito de Omsk é Viktor Shreyder, eleito em 27 de março de 2005 e empossado em 14 de abril do mesmo ano.

### Cidades-irmãs
- Eslováquia - Púchov
- Chéquia - Karlovy Vary
- China - Kaifeng
- Coreia do Sul - Jinju
- Cazaquistão - Petropavl
- Cazaquistão - Pavlodar
- Rússia - Novosibirsk
- Rússia - Kaliningrado
- Rússia - Cheliabinsk
- Estados Unidos - Milwaukee
- Canadá - Ontário
- Canadá - Região de York